# 四人の女
『 四人の女』（よにんのおんな、....Follow, As the Night....  ）は、1950年に刊行されたパトリシア・マガーの推理小説。

## 物語
ニューヨークの郊外の住宅街。歩行者や車の行きかう道に、空から女性が降ってきて死亡。ラリー・ロックはペントハウス14階の手すりがぐらぐらしているのを知りつつ、犠牲者を転落死させたらしい。殺されたのは、四人の女性のうち誰か。

## 主な登場人物
- ラリー・ロック - 主人公。殺意を秘めて、関係ある四人の女性をパーティーに誘う。
- ジョーダン - ラリーの友人。仕事のため、不在の間、ラリーにペントハウスを貸す。
- シャノン　- ラリーの先妻。
- ポール・ビンセント - シャノンの上司。ラリー宅に行こうとするシャノンに警告する。
- クレア - ラリーの現在の妻。いまは別居中。
- マギー - ラリーの愛人。
- ディー - ラリーの婚約者。ラリーはクレアと別れ、彼女と結婚を考えていた。

## 内容
パトリシア・マガーの変格ミステリ第五作。殺された女性は誰か、推理させる内容になっている。